# Gonga (Tikaré)
Pour les articles homonymes, voir Gonga.
Gonga, également appelé Goanga, est une localité située dans le département de Tikaré de la province du Bam dans la région Centre-Nord au Burkina Faso. 

## Géographie
Gonga est située à 6 km au nord de Tikaré, le chef-lieu du département, à 2 km au nord-ouest de Baribsi et à environ 22 kilomètres à l'ouest de Kongoussi. Le village est 3,5 km au nord-ouest de la route nationale 15.

## Économie
Agriculture et élevage.

## Éducation et santé
Le centre de soins le plus proche de Gonga est le centre de santé et de promotion sociale (CSPS) de Baribsi tandis que le centre médical avec antenne chirurgicale (CMA) de la province se trouve à Kongoussi.
Gonga possède une école primaire publique composée de trois classes.